# Brentwood
Brentwood er en by i Brentwood-distriktet, Essex, England, med et indbyggertal (pr. 2015) på 54.715. Distriktet har et befolkningstal på 76.386 (pr. 2015). Byen ligger 30 km fra London.